# Episodi de Il commissario Rex (sesta stagione)
La sesta stagione della serie televisiva Il commissario Rex consta di dodici episodi andati in onda per la prima volta, in Austria, tra il 16 febbraio e il 10 maggio 2000: essa vede la conferma dei personaggi principali introdotti nel corso della stagione precedente. In Italia, la trasmissione in prima visione degli episodi è avvenuta su Raiuno, tra il 6 ottobre e il 15 dicembre 2000. A differenza delle precedenti stagioni, la Rai sceglie di trasmettere gli episodi il venerdì in prima serata, anziché il mercoledì, in concorrenza con la trasmissione Paperissima, in onda su Canale 5. Spesso è proprio quest'ultima ad avere la meglio in termini di ascolti.
| nº | Titolo originale           | Titolo italiano            | Prima TV Austria | Prima TV Italia  | Dati d'ascolto     |
| -- | -------------------------- | -------------------------- | ---------------- | ---------------- | ------------------ |
| 1  | Vollgas                    | A tutto gas                | 16 febbraio 2000 | 17 novembre 2000 | 6 300 000 - 23,74% |
| 2  | Kinder auf der Flucht      | Piccoli fuggiaschi         | 1º marzo 2000    | 3 novembre 2000  |                    |
| 3  | Baby in Gefahr             | Un bimbo in pericolo       | 8 marzo 2000     | 6 ottobre 2000   | 7 035 000 - 25,82% |
| 4  | Telefonterror              | Giocattoli antichi         | 15 marzo 2000    | 27 ottobre 2000  |                    |
| 5  | Eiskalt                    | Ghiaccio rovente           | 22 marzo 2000    | 13 ottobre 2000  | 6 471 000 - 23,65% |
| 6  | Brudermord                 | Amore fraterno             | 29 marzo 2000    | 10 novembre 2000 | 6 492 000 - 23,23% |
| 7  | Tödliches Tarot            | Arcani maggiori            | 5 aprile 2000    | 20 ottobre 2000  |                    |
| 8  | Der Vollmondmörder         | Il killer della luna piena | 12 aprile 2000   | 24 novembre 2000 | 6 513 000 - 23,98% |
| 9  | Ein Toter kehrt zurück     | La talpa                   | 19 aprile 2000   | 1º dicembre 2000 |                    |
| 10 | Tod per Internet           | Giochi pericolosi          | 26 aprile 2000   | 8 dicembre 2000  |                    |
| 11 | Jagd nach dem ewigen Leben | L'elisir di lunga vita     | 3 maggio 2000    | 8 dicembre 2000  |                    |
| 12 | Das Millionenpferd         | Il purosangue              | 10 maggio 2000   | 15 dicembre 2000 |                    |

## A tutto gas
- Titolo originale: Vollgas
- Diretto da: Michael Riebl
- Scritto da: Peter Moser, Peter Hajek

### Trama
Le indagini sull'omicidio dell'usuraio Herbert Baumann portano a sospettare di Martin Fritzsch, un pilota di kart: la squadra omicidi riuscirà tuttavia a trovare sufficienti elementi per scagionarlo.
- Altri interpreti: Xaver Hutter (Martin Fritzsch), Georg Prokop (Robert Nemetz), Mavie Hörbiger (Claudia), Günther Panak (Herbert Baumann)

## Piccoli fuggiaschi
- Titolo originale: Kinder auf der Flucht
- Diretto da: Peter Carpentier
- Scritto da: Peter Moser, Peter Hajek

### Trama
Due bambini tentano di scappare di casa per sfuggire alle violenze del padre alcolizzato, il quale ha ucciso la moglie: presto localizzati dall'uomo, saranno liberati dalla squadra omicidi.
- Altri interpreti: Harald Posch (Horst Bacher), Simone Heher (Sophie Bacher), Nicola Etzelstorfer (Kathie Bacher), Nikolaus Blum (Klaus Bacher)

## Un bimbo in pericolo
- Titolo originale: Baby in Gefahr
- Diretto da: Michael Riebl
- Scritto da: Peter Moser, Peter Hajek

### Trama
La squadra omicidi indaga sul rapimento del figlio neonato di una nota cantante lirica.
- Altri interpreti: Alexander Radszun (Paul Prantz), Frederike Haas (Claudia Prantz), Nicole Ansari-Cox (Nina Martin), Alexandra Hilverth (direttrice dell'albergo)

## Giocattoli antichi
- Titolo originale: Telefonterror
- Diretto da: Michael Riebl
- Scritto da: Peter Moser, Peter Hajek

### Trama
Un venditore ambulante molesta telefonicamente alcune clienti, cagionandone talvolta la morte: grazie ad alcune prove la squadra omicidi riesce a tracciare un profilo vocale del maniaco e ad arrestarlo.
- Altri interpreti: Paulus Manker (Kurt Baudisch), Krista Birkner (Janine Toman), Margot Vuga (Katharina Lenz), Bernd Birkhahn (dottor Fritzsch)

## Ghiaccio rovente
- Titolo originale: Eiskalt
- Diretto da: Michael Riebl
- Scritto da: Peter Moser, Peter Hajek

### Trama
La squadra omicidi indaga sulla morte di un campione di hockey, noto per le sue avventure sentimentali.
- Altri interpreti: Johannes Terne (Johannes Altmann), Birge Schade (Lisa Altmann), Wolfram Berger (Georg Kartnig), Marc Richter (Harald Seiz)

## Amore fraterno
- Titolo originale: Brudermord
- Diretto da: Michael Riebl
- Scritto da: Ralph Werner, Peter Moser, Peter Hajek

### Trama
Un agente di borsa viene ucciso dal fratello gemello, intenzionato ad impossessarsi dei suoi beni: presto però incontra alcune difficoltà che finiscono per mettere la polizia sulla pista giusta.
- Altri interpreti: Dieter Landuris (Paul Tomek/Hans Tomek), Thomas Stolzetti (Walter Drexler), Matthias Luhn (Kurt Neumeister), Dorothée Reinoss (Judy Clark)

## Arcani maggiori
- Titolo originale: Tödliches Tarot
- Diretto da: Michael Riebl
- Scritto da: Ulrike Münch, Hans Münch, Ralph Werner, Peter Moser e Peter Hajek

### Trama
Vienna viene sconvolta da una serie di omicidi, le cui vittime vengono assassinate con delle modalità indicate dalle carte dei tarocchi.
- Altri interpreti: Sophie Rois (Natascha Kaminski), Max Mayer (Uwe Keller), Sybille Kos (signora Likesch), Michael Schottenberg (parapsicologo)

## Il killer della luna piena
- Titolo originale: Der Vollmondmörder
- Diretto da: Hans Werner
- Scritto da: Peter Moser, Peter Hajek

### Trama
Un serial killer uccide delle donne nelle notti di luna piena, asportando poi alle vittime delle ciocche di capelli. Il principale sospettato, un barbiere con alcuni disturbi psichici, confessa di aver commesso i primi omicidi, mentre per l'ultimo di essi viene infine arrestato il suo psichiatra.
- Altri interpreti: Victor Schefé (Kurt Schima), Stefan Matousch (dottor Clemens), Mathieu Carrière (Paul Mandl), Nora Miedler (Sandra Klein)

## La talpa
- Titolo originale: Ein Toter kehrt zurück
- Diretto da: Hans Werner
- Scritto da: Peter Moser, Peter Hajek

### Trama
Un poliziotto sospeso viene ucciso mentre indagava su di un latitante tornato in Austria per liberare la compagna: l'omicidio mette in allarme la squadra omicidi, che riesce a fermare in extremis il malvivente.
- Altri interpreti: Max Tidof (Martin Hanusch), William Mang (Helmut Waltz), Jenny Deimling (Claudia Prosenik), Gusti Wolf (signorina Hanusch)

## Giochi pericolosi
- Titolo originale: Tod per Internet
- Diretto da: Hans Werner
- Scritto da: Peter Moser, Peter Hajek

### Trama
La squadra omicidi indaga sul ritrovamento del cadavere di un internauta: dietro al delitto c'è un giro di chat erotiche ed incontri bollenti.
- Altri interpreti: Tobias Hoesl (Klaus Kainz), Sabine Petzl (Tina Kainz), Oscar Ortega Sánchez (Stefan Haller), Jan Sosniok (Peter Bachmann)

## L'elisir di lunga vita
- Titolo originale: Jagd nach dem ewigen Leben
- Diretto da: Bodo Fürneisen
- Scritto da: Peter Moser, Peter Hajek

### Trama
Due ragazzi cercano di mettere in atto la formula di un elisir di lunga vita, partendo da alcuni manoscritti conservati in un museo: ciò provoca la morte accidentale di alcune persone che mette in allarme la squadra omicidi.
- Altri interpreti: Konstanze Breitebner (Alexandra Jungwirth), Christoph Dostal (Felix Nordegg), Nils Nelleßen (Michael Stoll), Dennis Grabosch (Sascha Lerchner)

## Il purosangue
- Titolo originale: Das Milionenpferd
- Diretto da: Bodo Fürneisen
- Scritto da: Peter Moser, Peter Hajek e Peter Zingler

### Trama
Per mascherare la morte accidentale di un purosangue, i proprietari inscenano un rapimento: l'uccisione di un testimone mette in allarme la squadra omicidi che riesce a far venire a galla la verità.
- Altri interpreti: Lisa Kreuzer (Hermine Latzki), Anna Luise Kish (Theresa Latzki), Henry Meyer (Arthur Stein), Gunnar Kolb (Gerhard Stein)